# Goaljan
Goaljan è una suddivisione dell'India, classificata come census town, di 5.001 abitanti, situata nel distretto di Murshidabad, nello stato federato del Bengala Occidentale. In base al numero di abitanti la città rientra nella classe V (da 5.000 a 9.999 persone).

## Geografia fisica
La città è situata a 24° 06' 17 N e 88° 13' 45 E.

## Società

### Evoluzione demografica
Al censimento del 2001 la popolazione di Goaljan assommava a 5.001 persone, delle quali 2.527 maschi e 2.474 femmine. I bambini di età inferiore o uguale ai sei anni assommavano a 545, dei quali 270 maschi e 275 femmine. Infine, coloro che erano in grado di saper almeno leggere e scrivere erano 3.805, dei quali 2.023 maschi e 1.782 femmine.